# リム・ファイア
リム・ファイア（英語: Rim Fire）とは、2013年8月17日にアメリカ合衆国・カリフォルニア州中部に位置するトゥオルミ郡とマリポサ郡に跨るシエラネバダ山脈中央部で発生した山火事である。
火災は2013年8月17日に発生し、9月23日までの間に257,134エーカー (1,040.58 km2)の森林地帯が焼失し、10月24日頃まで延焼が続いた。
これはシエラネバダ山脈で発生した火事の記録の中でも一番大規模なものであり、カリフォルニア州全体ではその歴史上三番目に大きな山火事である。
火事の原因は調査中であるが、ハンターが熾した違法な焚き火が制御不能となったことが原因として有力とされている。
リム・ファイアの名称はスタニスラウス国有林にある景勝地「ザ・リム・オブ・ザ・ワールド (The Rim of the World)」の近くで発生したことから、その名前が付けられた。

## 概要
リム・ファイアは2013年8月17日午後3時25分（太平洋標準時）、カリフォルニア州トゥオルミ郡のCDPの一つであるグローブランド (カリフォルニア州)に位置するスタニスラウス国有林東部で発生した。火事が発見されたとき、その延焼範囲は40エーカー (161,874 m2)であったが、36時間以内に10,000エーカー (40.5 km2)まで延焼し、4日後には100,000エーカー (405 km2)まで拡大した。火事が急速に拡大した要因として、記録的な旱魃、熱波、過去の火事の鎮火、人口増加、そしてアメリカ合衆国森林局の予算削減の五つが挙げられている。火災はヨセミテ国立公園の周縁部まで近づいており、火災による煤煙の影響が見受けられるものの、同公園は一部のキャンプ場を除いて営業を行っており、その中にはヨセミテ・バレーも含まれている。
人が近づき難い地形や風向きが変わり易いために消火活動は難しくなっており、消防士の消火活動は火勢を見据えたものではなく即座に対応する消火活動を取らざるを得なくなっている。森林防火局 (Department of Forestry and Fire Protection)とカリフォルニア矯正社会復帰局 (California Department of Corrections and Rehabilitation)の共同事業により収容者の中からボランティアで消防士の任務に参加させる「カリフォルニア自然保護キャンプ構想 (Conservation Camp Initiative) 」の一環として自発的に参加した650人以上の収容者を含む5000人以上の消防士が消火のために取り組んでおり、森林局のある広報官は彼らを「虎の名に違わない」ような働きをしていると評している。誇張された主張や噂が広まらないように州当局者は住民にソーシャル・メディアの利用を避けるよう求めており、流されているデマが虚偽であると証明していた。
熱波と旱魃が広まっている状況は火勢を拡大し、消火活動を困難にさせた。そのほかの要因として1900年頃から1980年代初頭に取られた小規模な自然発火による火事を消火するという政策が挙げられる。小規模な山火事が少なかったために、ほぼ100年に相当する火災となり得る燃料が生じ、進路上のすべての植物を焼失しかねない大規模な山火事が現に発生した。

## 封鎖、避難

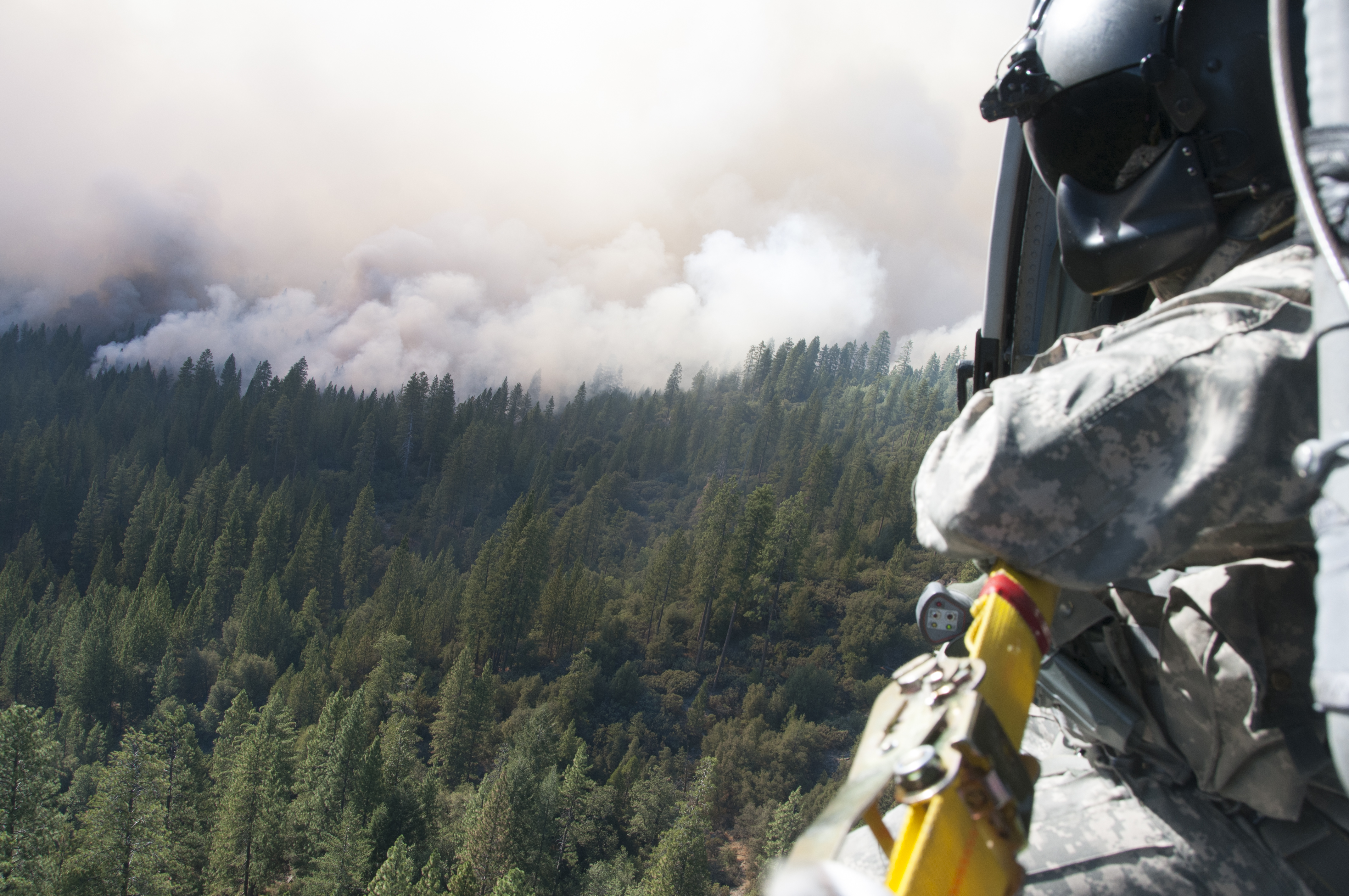
ヨセミテ付近のリム・ファイアに展開するカリフォルニア陸軍州兵第1乃至第140航空大隊 (8月22日)

森林地帯の閉鎖がいくつかの地区で実施されている。トゥオルミ郡およびマリポサ郡から発令された避難勧告は全て解除されている。クレーン・フラット (Clane Flat) からホワイト・ウルフ (White Wolf) の東1マイルまでのカリフォルニア州道120号線（タイオガ山道）は9月13日午後2時現在閉鎖されており、当該地区の住民は安全な場所へ退避させられている。また、州道120号線から至るヨセミテ国立公園の入り口は閉鎖されている。マーセド寄りのカリフォルニア州道140号線およびフレズノ寄りのカリフォルニア州道41号線は、8月27日現在開放されており、国立公園へ出入りすることができている。
火災によって生じた煤煙はネバダ州リノおよびタホ湖地域において、人間の健康に悪影響を及ぼす大気の状態を引き起こしており、同地域の戸外における活動のいくつかが中止に追い込まれている
。
バークレー・トゥオルミ・キャンプ (Berkeley Tuolumne Camp) （1922年開設、バークレー市が運営する家族用キャンプ場）は火事により全焼した。隣接するキャンプ・タウォンガは少なくとも3軒の建造物が焼失するなどの被害を受けている。サンフランシスコ保養・公園局が管轄するキャンプ・マザー (Camp Mother) はヨセミテ国立公園付近にあるサンノゼ・キャンプ (San Jose Camp) やエバーグリーン・ロッジ (Evergreen Lodge) と同じく安全であると公表されている。

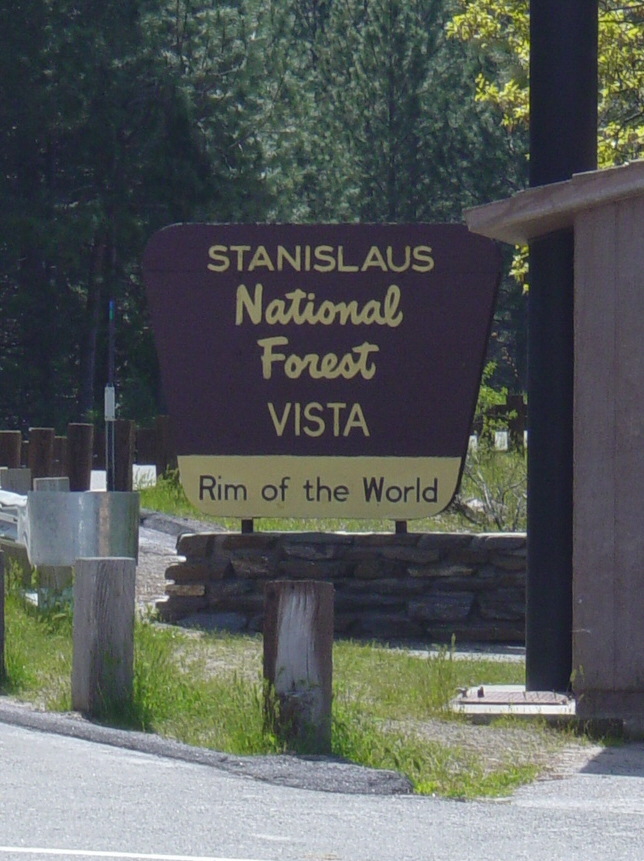
2013年に発生したリム・ファイア (the Rim Fire) はスタニスラウス国有林にある景勝地「リム・オブ・ザ・ワールド (Rim of the World)」の名前を取って付けられた。

## 州非常事態宣言、連邦基金

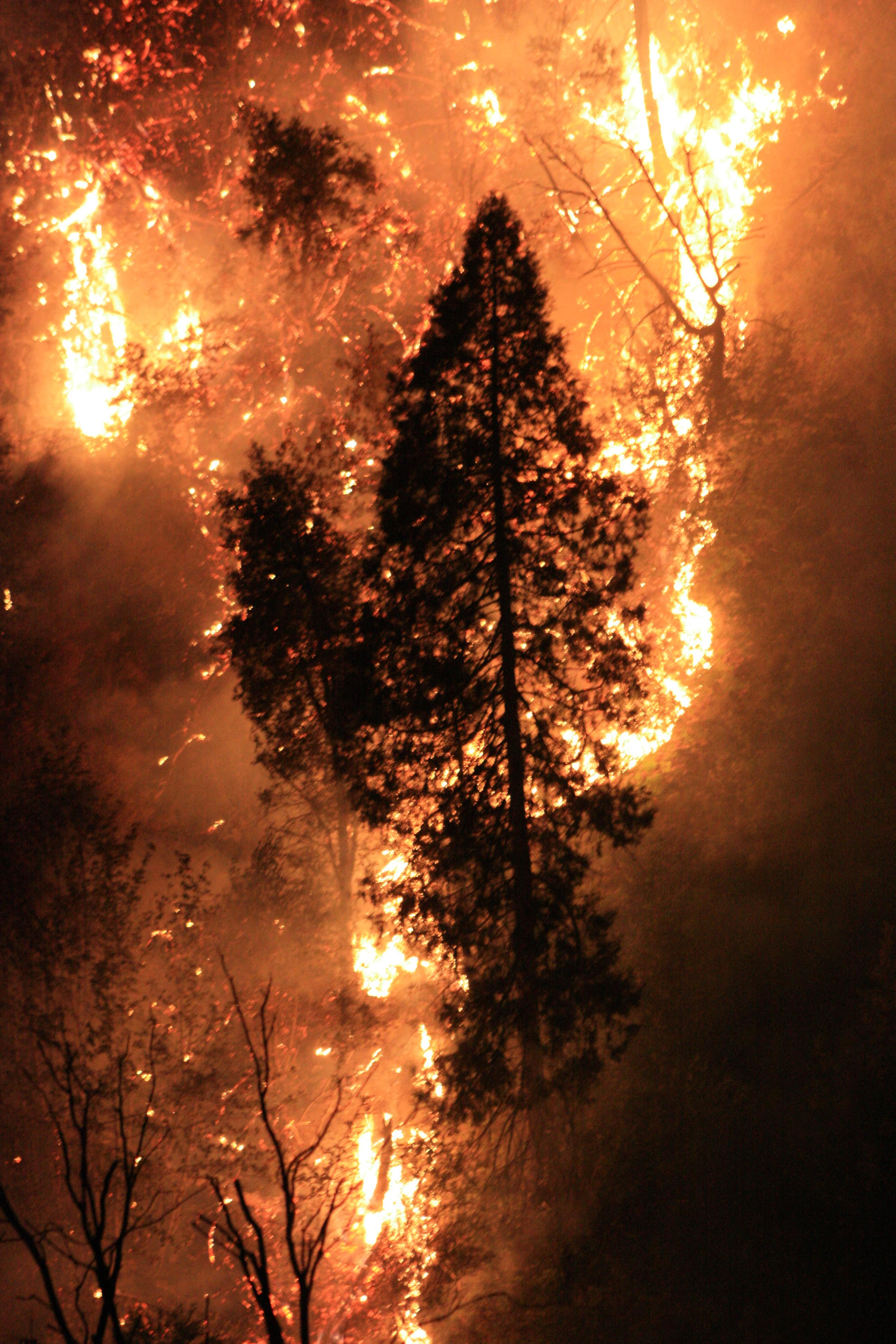
歴史的な火勢を伴った火事が生じた

火災によってサンフランシスコ・ベイエリアに電力を供給する現存する3基の水力発電所の内の2基が損傷を受けて発電を停止し、サンフランシスコの主な水源であり、市の水供給の85%を占め、260万人の需要者に供給しているヘッチ・ヘッチー貯水池の機能を脅かしたために、カリフォルニア州知事ジェリー・ブラウンは8月23日、サンフランシスコ市に州非常事態を宣言した。8月26日、サンフランシスコ公益事業委員会は予防措置として、ヘッチ・ヘッチーからサンマテオ郡およびアラメダ郡に位置する下流の貯水場へ水を移動させることを命令したが、市の水供給が途絶するほどの火災になるとは予想していなかった。8月26日月曜日までに火災はヘッチ・ヘッチーから1マイル以内まで延焼し、オーショネシー・ダム (カリフォルニア州)職員は降灰による貯水への影響を憂慮している。
消火活動費用は9月5日現在において約7200万ドルと試算されている。アメリカ合衆国連邦緊急事態管理庁は州に対して「火災を管理、緩和、鎮火する」ために支出された補償範囲内の消火活動費について75%まで助成金によって補償することを発表した。

## 森林、公園における問題
アメリカ合衆国森林局はヨセミテ国立公園に影響を及ぼしているため、この火災を最優先の対象としている。火災による炎によって地球上最大にして最古の生命体の一つとされるジャイアント・セコイアに危機が迫っている。

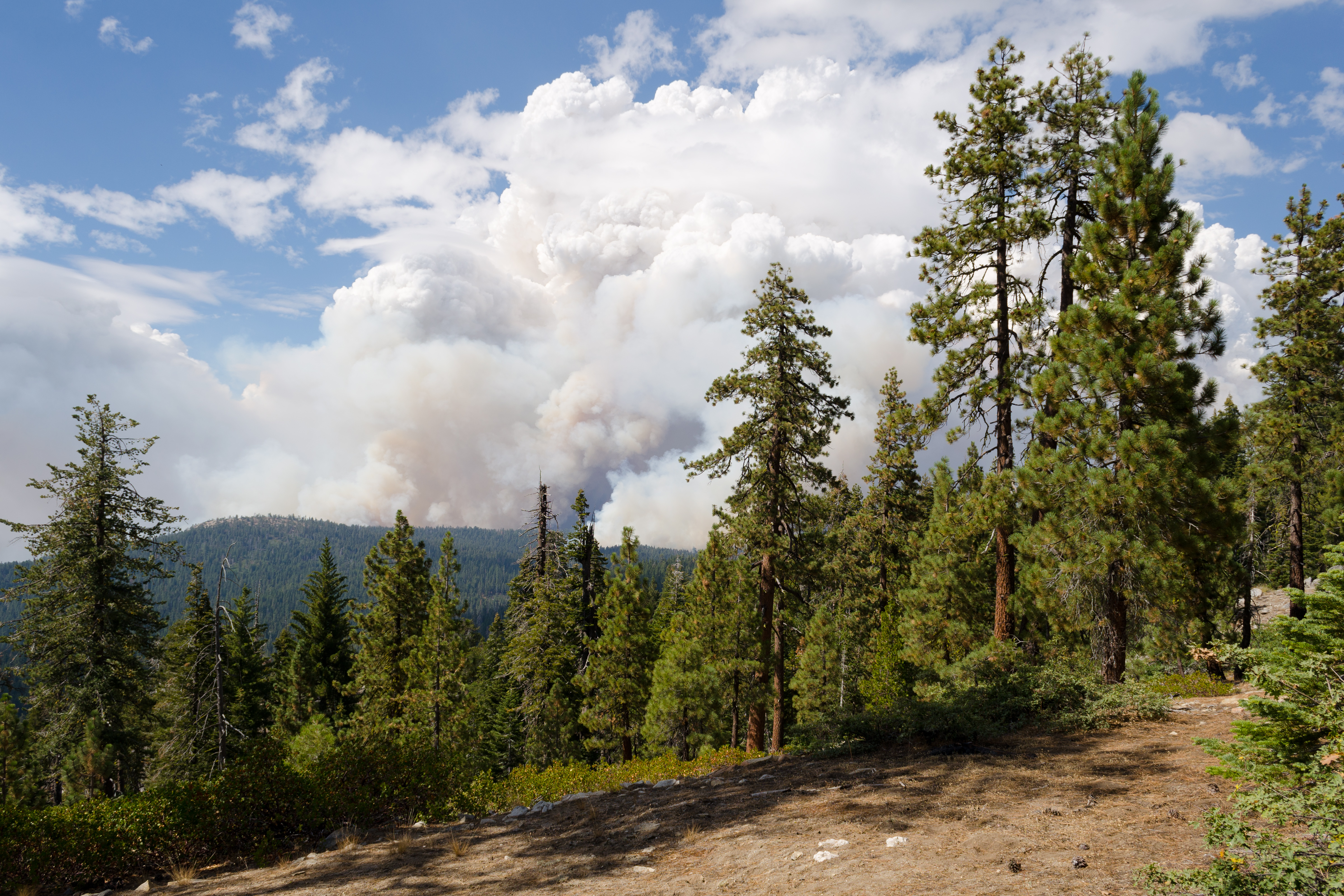
タイオガ山道から見た火災の様子 (8月27日)

山火事を管轄する職員は野生動物の避難に対応をしている。公園職員は付近の大木を保護するためにスプリンクラーを設置しており、森林局は動植物の生息環境に対する影響に関する調査を始めている。生物学者らは火災による焼失地区における野生動物に対して関心を示しており、その観察を行っている。その中には水量が安定した小規模な水源に密集するブチイシガメや多数のハクトウワシの巣が含まれている。
森林局の一部では放牧を利用しており、火災によって死傷する恐れがある多くの牛に対して憂慮している。火炎によって森林地帯にある36か所の放牧地区の3分の1にあたる12か所が焼失した。
火災によってスタニスラウス=トゥオルミ実験林にも危険を及ぼしている。この実験林はカリフォルニア州にある森林火災に関する主要な研究施設の一つであり、トゥオルミ郡パインクレスト (Pinecrest) 付近に位置し、リム・ファイアの北端部から2、3マイル離れた地点に位置している。実験林は1920年代に設置され、屋外型の実験施設として供用されて以来、植生密度が山火事の拡散に与える影響や森林の回復力について研究を行っている。